# Lokaler Ring
Ein lokaler Ring ist im mathematischen Gebiet der Ringtheorie ein Ring, in dem es genau ein maximales Links- oder Rechtsideal gibt. Lokale Ringe spielen in der algebraischen Geometrie eine wichtige Rolle, um das „lokale Verhalten“ von Funktionen auf algebraischen Varietäten und Mannigfaltigkeiten zu beschreiben.
Das Konzept des lokalen Ringes wurde 1938 von Wolfgang Krull unter dem Namen „Stellenringe“ eingeführt.

## Definition
Ein Ring {\displaystyle R} mit der Zahl {\displaystyle 1} heißt lokal, wenn er eine der folgenden äquivalenten Bedingungen erfüllt:
- {\displaystyle R} besitzt genau ein maximales Linksideal.
- {\displaystyle R} besitzt genau ein maximales Rechtsideal.
- {\displaystyle 1\neq 0} und jede Summe zweier Nichteinheiten ist eine Nichteinheit.
- {\displaystyle 1\neq 0} und für jede Nichteinheit {\displaystyle x} ist {\displaystyle 1-x} eine Einheit.
- Wenn eine endliche Summe von Ringelementen eine Einheit ist, dann ist wenigstens ein Summand eine Einheit (insbesondere ist die leere Summe keine Einheit, also folgt daraus {\displaystyle 1\neq 0}).

Einige Autoren verlangen, dass ein lokaler Ring zusätzlich noethersch sein muss, und nennen einen nichtnoetherschen Ring mit genau einem maximalen Linksideal quasilokal. Hier lassen wir diese Zusatzforderung weg und sprechen ggf. explizit von noetherschen lokalen Ringen.

## Eigenschaften
Ist {\displaystyle R} lokal, dann 
1. stimmt das maximale Linksideal mit dem maximalen Rechtsideal und mit dem Jacobson-Radikal {\displaystyle J} überein.
2. ist {\displaystyle R/J} ein Schiefkörper (der als der Restklassenkörper bezeichnet  wird).
3. besitzt R nur die trivialen Idempotente {\displaystyle 0} und {\displaystyle 1}. Damit ist {\displaystyle R} als {\displaystyle R}-Modul unzerlegbar.
4. ist {\displaystyle R} auch semiperfekt.

## Kommutativer Fall
Ist der Ring {\displaystyle R} kommutativ mit 1, dann sind zusätzlich die folgenden Bedingungen äquivalent zur Lokalität:
- {\displaystyle R} besitzt genau ein maximales (beidseitiges) Ideal.
- Das Komplement der Einheitengruppe {\displaystyle R^{*}} ist ein Ideal.

Für die Äquivalenz der beiden letztgenannten Bedingungen wird hier ein Beweis gegeben:
- Besitze der kommutative Ring mit {\displaystyle 1} {\displaystyle R} genau ein maximales Ideal {\displaystyle I}, und sei {\displaystyle x} ein Ringelement, welches nicht in {\displaystyle I} liegt. Angenommen, {\displaystyle x} wäre nicht invertierbar. Dann ist das von {\displaystyle x} erzeugte Hauptideal ein echtes Ideal. Als echtes Ideal ist {\displaystyle xR} eine Teilmenge des (einzigen) maximalen Ideals {\displaystyle I}. Somit wäre {\displaystyle x} ein Element von {\displaystyle I}, im Widerspruch zur Wahl von {\displaystyle x}. Also ist {\displaystyle x} invertierbar, und damit ist jedes Element des Komplements von {\displaystyle I} invertierbar. Da kein Element von {\displaystyle I} invertierbar ist, ist {\displaystyle I} genau das Komplement der Einheitengruppe.
- Sei nun das Komplement der Einheitengruppe ein Ideal {\displaystyle I}. Da jedes Ideal, das über {\displaystyle I} liegt, eine Einheit enthält und damit bereits der ganze Ring ist, ist {\displaystyle I} ein maximales Ideal. Ferner ist {\displaystyle I} das einzige maximale Ideal, denn jedes echte Ideal enthält nur Nicht-Einheiten und ist somit eine Teilmenge von {\displaystyle I}.

## Beispiele

### Lokale Ringe in der Algebra
- Jeder Körper und jeder Schiefkörper ist ein lokaler Ring, da {\displaystyle \{0\}} das einzige maximale Ideal darin ist.
- Bewertungsringe sind lokale Ringe.
- Der Ring {\displaystyle \mathbb {Z} } der ganzen Zahlen ist nicht lokal. Zum Beispiel sind {\displaystyle -2} und {\displaystyle 3} keine Einheiten, wohl aber ihre Summe {\displaystyle 1}.
- Die maximalen Ideale des Restklassenrings {\displaystyle \mathbb {Z} /n\mathbb {Z} } sind die von den Restklassen von Primteilern von {\displaystyle n} erzeugten Ideale. Der Ring ist also genau dann lokal, wenn {\displaystyle n} eine Primzahlpotenz ist.
- Die Menge aller rationalen Zahlen, welche bei gekürzter Bruchdarstellung im Nenner eine ungerade Zahl stehen haben, bildet einen Unterring der rationalen Zahlen, der ein lokaler Ring ist. Sein maximales Ideal besteht aus allen Brüchen, deren Zähler gerade ist. Diesen Ring schreibt man als: 
       {\displaystyle \mathbb {Z} _{(2)}=\left\{\left.{\frac {a}{b}}\ \right\vert \ a,b\in \mathbb {Z} ,2\nmid b\right\}} 
und nennt ihn die „Lokalisierung von {\displaystyle \mathbb {Z} } bei {\displaystyle 2}“. Er entsteht aus {\displaystyle \mathbb {Z} } durch einen Vorgang, den man Lokalisierung eines Ringes nennt.
- Der Ring der formalen Potenzreihen mit Koeffizienten in einem Körper ist ein lokaler Ring. Sein maximales Ideal besteht aus den Potenzreihen, welche mit dem linearen Glied beginnen. Das konstante Glied verschwindet immer.
- Der Faktorring {\displaystyle K[X]/(X^{n})} des Polynomrings über einem Körper {\displaystyle K} modulo dem von {\displaystyle X^{n}} erzeugten Ideal ist lokal. Sein maximales Ideal besteht aus den Restklassen der Polynome ohne Absolutglied. In diesem Ring ist jedes Element entweder invertierbar oder nilpotent. Einen Spezialfall davon bilden die dualen Zahlen, die Elemente des Faktorrings {\displaystyle K[X]/(X^{2})}. Diese Algebra ist als Vektorraum zweidimensional über {\displaystyle K}.

### Keime stetiger Funktionen
Sei {\displaystyle x} ein Punkt in einer Mannigfaltigkeit {\displaystyle M}, z. B. {\displaystyle M=\mathbb {R} }. Auf der Menge der auf (beliebigen) Umgebungen von {\displaystyle x} definierten stetigen Funktionen definieren wir eine Äquivalenzrelation dadurch, dass zwei auf (evtl. unterschiedlichen) Umgebungen definierte Funktionen äquivalent sein sollen, wenn es eine Umgebung von {\displaystyle x} gibt, auf der beide Funktionen definiert sind und übereinstimmen. Die Äquivalenzklassen dieser Relation heißen Keime. Addition und Multiplikation von Keimen sind wohldefiniert. Die Menge der Keime stetiger Funktionen in {\displaystyle x} bildet einen lokalen Ring, dessen Maximalideal die Keime der in {\displaystyle x} verschwindenden stetigen Funktionen bilden.

### Lokale Ringe einer algebraischen Varietät
Sei {\displaystyle V} eine algebraische Varietät und {\displaystyle x\in V}. Der lokale Ring {\displaystyle {\mathcal {O}}_{x}} ist definiert als die Menge der Keime regulärer Funktionen in {\displaystyle x}. Er ist ein lokaler Ring, dessen Maximalideal die Keime der in {\displaystyle x} verschwindenden regulären Funktionen bilden. Man erhält ihn als Lokalisierung des Koordinatenrings {\displaystyle k\left[V\right]} am zu {\displaystyle x} gehörenden Maximalideal {\displaystyle {\mathfrak {m}}_{x}}:
{\displaystyle {\mathcal {O}}_{x}=k\left[V\right]_{{\mathfrak {m}}_{x}}}.
Die lokale Dimension von {\displaystyle V} in {\displaystyle x} ist definiert als die Krull-Dimension des lokalen Ringes {\displaystyle {\mathcal {O}}_{x}}:
{\displaystyle \dim _{x}V:=\dim {\mathcal {O}}_{x}}.

## Lokalisierung von Ringen
Sei {\displaystyle R} ein beliebiger kommutativer Ring mit {\displaystyle 1} und {\displaystyle S} eine unter Multiplikation abgeschlossene Teilmenge mit {\displaystyle 1\in S,\ 0\not \in S}, dann heißt
{\displaystyle S^{-1}R:=\left\{{\frac {r}{s}}:r\in R,s\in S\right\}}
die Lokalisierung von {\displaystyle R} in {\displaystyle S}. 
Wenn {\displaystyle S:=R-p} das Komplement eines Primideals {\displaystyle p\subset R} ist, dann ist {\displaystyle S^{-1}R} ein lokaler Ring und wird mit {\displaystyle R_{p}} notiert.